# Campionat del Quatre i Mig de pilota basca
El Campionat del Quatre i Mig de pilota basca és un torneig mà a mà, o siga, per a dos pilotaris professionals de la Liga de Empresas de Pelota a Mano.
Té la particularitat que, al frontó, hi ha una ratlla al 4 i 1/2, la pilota en joc no la pot passar (excepte en la treta, en què pot arribar al 5); per això es juga als quadres davanters, afavorint així unes partides ràpides i amb molts cops enginyosos, a diferència del Manomanista en què sovintegen els cops al fons de la canxa i les deixades.

## Historial
| Any  | Campió            | Subcampió         | Resultat | Frontó                     |
| ---- | ----------------- | ----------------- | -------- | -------------------------- |
| 2017 | Altuna III        | Urrutikoetxea     | 22-21    | Bizkaia de Bilbao          |
| 2016 | Bengoetxea VI     | Altuna III        | 22-21    | Ogueta de Vitòria          |
| 2015 | Urrutikoetxea     | Martinez de Irujo | 22-20    | Bizkaia de Bilbao          |
| 2014 | Martinez de Irujo | Olaizola II       | 22-17    | Bizkaia de Bilbao          |
| 2013 | Olaizola II       | Martinez de Irujo | 22-16    | Ogueta de Vitòria          |
| 2012 | Olaizola II       | Bengoetxea VI     | 22-09    | Ogueta de Vitòria          |
| 2011 | Olaizola II       | Martinez de Irujo | 22-12    | Bizkaia de Bilbao          |
| 2010 | Martinez de Irujo | Barriola          | 22-17    | Atano III de Sant Sebastià |
| 2009 | Gonzalez          | Martinez de Irujo | 22-18    | Atano III de Sant Sebastià |
| 2008 | Olaizola II       | Martinez de Irujo | 22-17    | Atano III de Sant Sebastià |
| 2007 | Titín III         | Barriola          | 22-15    | Ogueta de Vitòria          |
| 2006 | Martinez de Irujo | Barriola          | 22-21    | Ogueta de Vitòria          |
| 2005 | Olaizola II       | Xala              | 22-05    | Atano III de Sant Sebastià |
| 2004 | Olaizola II       | Barriola          | 22-08    | Ogueta de Vitòria          |
| 2003 | Nagore            | Titín III         | 22-15    | Ogueta de Vitòria          |
| 2002 | Olaizola II       | Barriola          | 22-13    | Ogueta de Vitòria          |
| 2001 | Barriola          | Eugi              | 22-10    | Ogueta de Vitòria          |
| 2000 | Eugi              | Nagore            | 22-05    | Labrit de Pamplona         |
| 1999 | Unanue            | Eugi              | 22-11    | Ogueta de Vitòria          |
| 1998 | Nagore            | Eugi              | 22-11    | Ogueta de Vitòria          |
| 1997 | Retegi II         | Titín III         | 22-21    | Ogueta de Vitòria          |
| 1996 | Arretxe I         | Nagore            | 22-08    | Ogueta de Vitòria          |
| 1995 | Nagore            | Unanue            | 22-18    | Ogueta de Vitòria          |
| 1994 | Eugi              | Errandonea        | 22-13    | Ogueta de Vitòria          |
| 1993 | Galartza III      | Eugi              | 22-07    | Municipal de Bergara       |
| 1992 | Eugi              | Errasti           | 22-12    | Astelena d'Eibar           |
| 1991 | Retegi II         | Eugi              | 22-07    | Ogueta de Vitòria          |
| 1990 | Retegi II         | Galartza III      | 22-15    | Anoeta de Sant Sebastià    |
| 1989 | Retegi II         | Galartza III      | 22-06    | Anoeta de Sant Sebastià    |